# Теодор Потоцький (примас)
Тео́дор А́нджей Пото́цький герба Золота Пилява (пол. Teodor Andrzej Potocki; 13 лютого 1664, Москва — 12 листопада 1738, Варшава) — польський шляхтич, римо-католицький релігійний діяч. Примас Королівства Польського і Великого князівства Литовського, архієпископ Гнезненський.

## Життєпис
Третій син військовика, письменника Павла Потоцького та його другої дружини-московки Єлєни (Елеонори) із Салтикових. Охрещений за православним обрядом, який провів патріарх Никон (хресний батько — цар Московії Олексій Михайлович). Після повернення до Республіки Обох Націй (Речі Посполитої) виховувався під впливом варшавських єзуїтів. 
Став пралатом у Перемишлі. У 1729 році «виторгував» у короля Августа ІІ посаду белзького воєводи для Станіслава Владислава Потоцького.
Брав активну участь у політичному житті Речі Посполитої, зокрема, у нараді 28 жовтня 1729 року в одному із салонів французької амбасади у Варшаві за участи посла де Монті, Юзефа Потоцького та Григора Орлика. 12 вересня 1733 на полі елекції у Волі проголосив Станіслава Лещинського королем Польщі та Великим князем Литви.
Помер 12 листопада 1738 у Варшаві, був похований після 3-денних церемоній у Гнезні (серце помістили у каплиці єзуїтів, для якої написав дарчу грамоту, потім — костелі св. Андрія у Варшаві, який не зберігся).